# Horești, Fălești
Horești (uneori Hărești sau Herești) este satul de reședință al comunei cu același nume  din raionul Fălești, Republica Moldova.

## Istorie
Satul a fost menționat documentar pentru prima dată în anul 1617:
„Ispisoc dela Radul Vodă.

Adecă al nostru credincios cinstit boiarin dumnealui Ureche marile vornic m-am milostivit domnia mea cu osibită a noastră milă domnească am dat și am întărit a lui dripte ocine și moșii și cumpărături și danii domnești, toate satele câte are în țara domnii mele și de moșie și de cumpărături și de danie dintr'a lui dripte drese și mărturii ci-au avut dela alți domni mai dinainte, ... cu heleștiu cu moară în Jijie și o seliște Săuliștii pe numi Oișeni cari sântu mai gios de Prosilnici pe Jijie și satul Șcheie pe Prut și parte lui din sat din Bogdănești și din satul Bălțeni pe Prut și Daniceni pe Prut și satul Verdeșeni pi Vladnic și seliște  Hăreștii și satul Paruceni pi Nârnova și parte lui din sat din Bodești de supt Răzina.

...

Scris la Iași, anul 7125 <1617> Aprilie 16, de Nebojatco uricar.

Ghenghe mare logofăt.”

## Personalități

### Născuți în Horești
- Constantin Osoianu (1885–?), om politic basarabean, membru al Sfatului Țării
- Iurie Bolboceanu
- Surorile Osoianu
- Valentina Buliga